# Safranar
Safranar és un barri de la ciutat de València (País Valencià), pertanyent al districte de Patraix. Està situat al sud-oest de la ciutat i limita al nord amb Vara de Quart, a l'est amb Patraix, al sud amb Favara i Camí Real i a l'oest amb Sant Isidre. La seua població en 2009 era de 8.802 habitants.